# Dominique Bathenay
Dominique Bathenay (ur. 13 lutego 1954 w Pont-d’Ain) – francuski piłkarz występujący na pozycji pomocnika. Obecnie trener piłkarski.

## Kariera klubowa
Bathenay zawodową karierę rozpoczynał w 1973 roku w klubie AS Saint-Étienne. Spędził tam 5 lat. W tym czasie zdobył z klubem trzy mistrzostwa Francji (1974, 1975, 1976) oraz trzy Puchary Francji (1974, 1975, 1977). W 1978 roku odszedł do Paris Saint-Germain. W 1982 oraz 1983 zdobył z nim w Puchar Francji. W 1985 roku po raz trzeci wystąpił z nim finale tych rozgrywek, jednak tym razem jego zespół uległ tam 0:1 AS Monaco. W tym samym roku Bathenay odszedł do FC Sète, gdzie w 1987 roku zakończył karierę.

## Kariera reprezentacyjna
W reprezentacji Francji Bathenay zadebiutował 12 października 1975 w przegranym 1:2 meczu eliminacji Mistrzostw Europy 1976 z NRD. W 1978 roku został powołany do kadry na Mistrzostwa Świata. Zagrał na nich w meczach z Argentyną (1:2) oraz z Węgrami (3:1). Z tamtego turnieju Francja odpadła po fazie grupowej. W latach 1975–1982 w drużynie narodowej Bathenay rozegrał w sumie 20 spotkań i zdobył 4 bramki.